# ولادیمیر منشوف
ولادیمیر والنتیناویچ منشوف (روسی: Влади́мир Валенти́нович Меньшо́в؛ ۱۷ سپتامبر ۱۹۳۹ –  درگذشته ۵ ژوئیه ۲۰۲۱) یک هنرپیشه، کارگردان، تهیه‌کننده و فیلم‌نامه‌نویس اهل اتحاد جماهیر شوروی سوسیالیستی بود.
او دانش‌آموختهٔ مؤسسه سینمایی گراسیموف، و شهرتش، به‌واسطهٔ به‌تصویر کشیدنِ «افرادی عادی جامعه» و «طبقه کارگر» است.
فیلم «مسکو اشک‌ها را باور ندارد» به کارگردانی او، در سال ۱۹۸۰ میلادی، برندهٔ جایزه اسکار بهترین فیلم خارجی‌زبان شد.
از دیگر افتخارات او، دریافت جایزه دولتی اتحاد شوروی است.
از فیلم‌ها یا مجموعه‌های تلویزیونی دیگری که وی در آن‌ها نقش داشته‌است می‌توان به عشق و کبوتر و موبیوس اشاره نمود.